# Onchanh Thammavong
Onchanh Thammavong   () és una política laosiana. El 1997 es va convertir en una de les vicepresidentes de l'Assemblea Nacional de Laos. Des del 2010, és la Ministra de Treball Social-Benestar Social de Laos.